# Heusweiler
Heusweiler és un municipi de la comunitat regional de Saarbrücken a l'estat federat alemany de Saarland. Està situada a 13 km al nord de Saarbrücken.

## Nuclis
- Eiweiler
- Heusweiler
- Holz
- Kutzhof
- Niedersalbach
- Obersalbach-Kurhof
- Wahlschied